# Луций Аврелий Гал (консул 146 г.)
Вижте пояснителната страница за други личности с името Луций Аврелий Гал.
Луций Аврелий Гал (на латински: Lucius Aurelius Gallus) e политик и сенатор на Римската империя през 2 век.
Той е баща на Луций Аврелий Гал (консул 174 г.) и дядо на Луций Аврелий Гал (консул 198 г.).
През 146 г. той е суфектконсул.